# Patience Wright
Patience Wright (1725 New York – 23. března 1786 Londýn) byla sochařka voskových figurín a první uznávaná sochařka amerického původu.

## Životopis

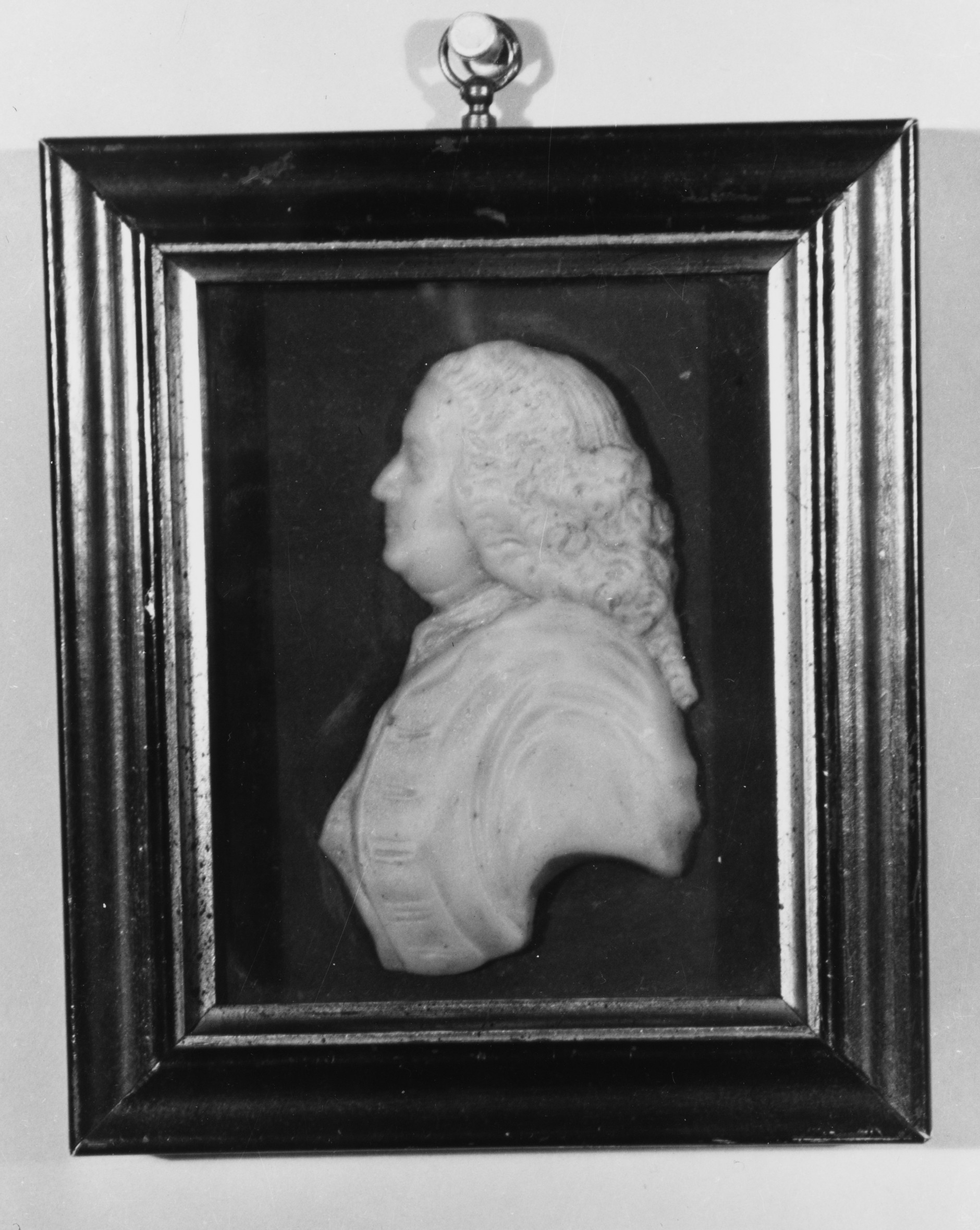
Busta Benjamina Franklina od Patience Wright

Patience Lovell se narodila v Oyster Bay v New Yorku do farmářské rodiny Kvakerů. Když byly Patience čtyři roky, rodina se přestěhovala do Bordentownu v New Jersey. V 16 letech opustila rodný dům a odešla do Filadelfie, kde se v roce 1748 provdala za Josepha Wrighta, který byl o mnoho let starší. Často bavila sebe i své děti modelováním tváří z tmelu, chlebového těsta a vosku.
Když její manžel v roce 1769 zemřel, byla těhotná se čtvrtým dítětem a hledala způsob, jak uživit rodinu. Ve spolupráci se svou sestrou Rachel Wellsovou, která v té době byla také vdovou, proměnila svůj koníček v zaměstnání na plný úvazek. Sestry založily obchod s galerií portrétů z tónovaného vosku, což byla populární forma umění v koloniální Americe, a za vstup vybíraly vstupné. V roce 1770 se staly natolik úspěšnými, že si otevřely dům voskových figurín v New Yorku a svou práci vystavovaly i ve Filadelfii a Charlestonu. Doktor Solomon Drowne ve svých časopisech psal i o návštěvě výstavy voskových figurín.
Sochy Patience Wright byly postavy nebo poprsí v životní velikosti se skutečným oblečením a očima ze skla. Byly modelovány podle žijících osob a byly považovány za velmi přesné. Sochy byly často součástí živých obrazů, které zobrazovaly činnost, kterou se skutečná portrétovaná osoba zabývala.
Poté, co bylo mnoho jejích soch zničeno při požáru v červnu 1771, se Wrightová přestěhovala do Londýna. Sestra Benjamina Franklina, Jane Mecom, pomohla Patience Wrightové vstoupit do londýnské společnosti. Ta se usadila na West Endu a pořádala oblíbené přehlídky historických tablo a voskových figurín celebrit. Byla poctěna pozváním vytvořit voskový portrét krále Jiřího III. a dalších členů britské královské rodiny včetně vysoké šlechty. Ačkoli je dokumentováno nejméně 55 jejích soch, dochovala se pouze její socha Williama Pitta, hraběte z Chathamu.

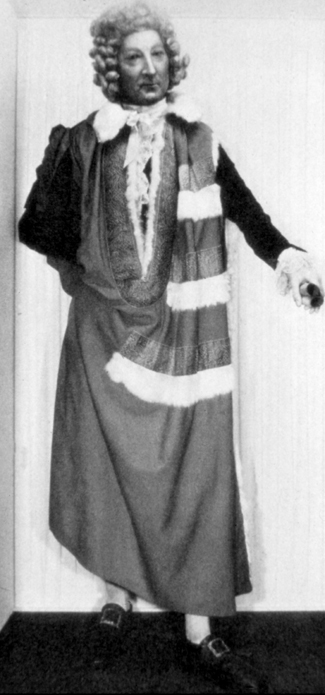
Voskový portrét Williama Pitta, hraběte z Chathamu, Patience Lovell Wright, 1779

### Popularita
Patience Wrightová se v londýnské společnosti proslavila svými rustikálními americkými způsoby, které byly zdrojem fascinace i skandálu. Nosila dřevěné boty, líbala na pozdrav příslušníky obou pohlaví a všech tříd a becně se neřídila současnými pravidly očekávanými od někoho z její třídy nebo jejího pohlaví. Tvrdilo se, že dokonce nazývala krále a královnu křestními jmény, což bylo nehorázné porušení dvorské etikety. Její pověst vedla k přezdívce „The Promethean Modeler“ (narážka na poloboha Prométhea, zejména na jeho vzpouru proti bohům, kreativitu a inovativnost.) a v Londýně 18. století jí získala proslulost. Wrightové se podařilo nesmiřitelně urazit manželku druhého amerického prezidenta Johna Adamse paní Abigail Adams svou přílišnou familiérností a nedostatkem skromnosti ohledně jejích schopností. Adamsová poslala domů pohrdavý dopis popisující jejich setkání a popsala ji jako „královnu děvek“.

### Špionka americké revoluce
Wrightová údajně pracovala jako špión během americké revoluce a posílala informace zpět do kolonií ukryté uvnitř svých voskových figurín. Přesnost této legendy byla zpochybněna. Je známo, že si během války dopisovala s Benjaminem Franklinem, posílala dopisy informující o zdravotním stavu jeho nemanželského syna Williama a hájila válečné zajatce. Psala také dopisy Johnu Dickinsonovi s popisem příprav britské armády v Anglii.
Nakonec upadla do nepřízně u dvora, především pro svou otevřenou podporu Američanů v koloniální válce, zvláště poté, co údajně nadávala králi a královně po bitvách v Lexingtonu a Concordu. Byla otevřeným patriotem a založila fond na podporu amerických válečných zajatců držených v Británii. Skupina proamerických aktivistů, včetně lorda George Gordona, Benjamina Westa a Anthonyho Pasquina, se scházela v její londnské dílně k diskusím na toto téma.
V roce 1780 se Wrightová přestěhovala do Paříže, kde vytvořila bustu Benjamina Franklina.

### Po válce a smrt
Do Anglie se vrátila v roce 1782 a usadila se se svou dcerou Phoebe a jejím zetěm, malířem Johnem Hoppnerem v jejich domě na Charles Street na St. James's Square. V roce 1785 se rozhodla vrátit do New Jersey. Během příprav na cestu však nešťastně upadla a zlomila si nohu. Zemřela o týden později, 23. března 1786. Její sestra Rachel se pokusila získat finanční pomoc na úhradu nákladů na pohřeb, a to jak od prominentních amerických občanů, tak od kontinentálního kongresu, ale bez úspěchu. Patience Wrightová byla pohřbena v Londýně. Její hrob je na hřbitově St John’s Wood v Londýně.
Ačkoli Wrightová získala souhlas George Washingtona, aby jí seděl na portrétování, zemřela dřív, než mohla sochu vytvořit. Podobná žádost zaslaná Thomasovi Jeffersonovi zůstala bez odpovědi.

## Dílo
Patience pomocí tělesného tepla udržovala vosk na teplotě nutné pro jeho tvarování tím, že rozpracovaný portrét vkládala pod zástěru, což bylo diváky skandalizováno a dokonce bylo parodováno v novinových karikaturách. Vosk jako médium samo o sobě byl formou „nízkého umění“ a byl považován za podřadný ve srovnání s bronzem či kamenem.

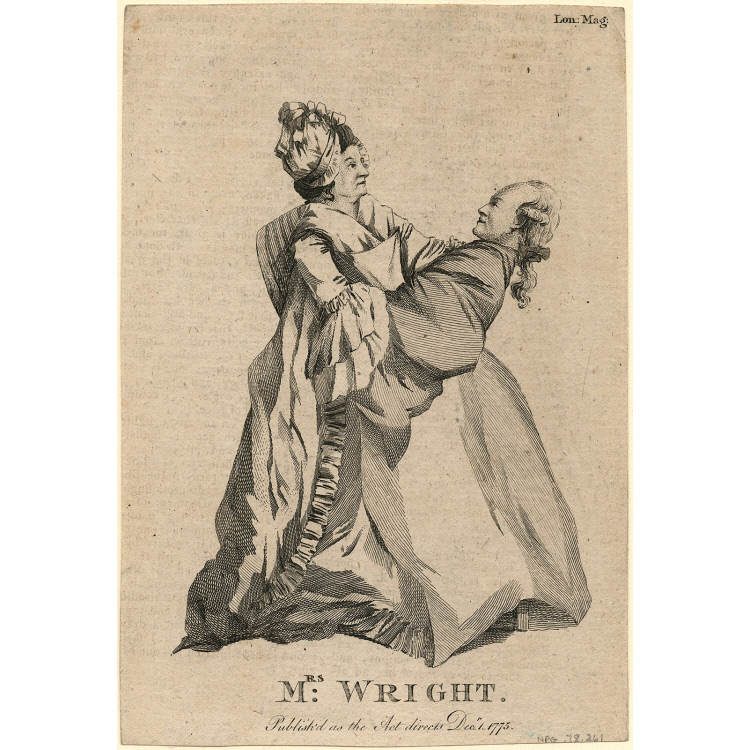
Satirická novinová karikatura Patience Wrightové

Možná používala tuto veřejnou produkci vytváření svých soch jako způsob, jak přivést diváky do své dílny a vtipně využít novináře k získání publicity.
Křehkost jejího média znamená, že se dochovalo jen málo jejích prací. Postava Williama Pitta, dokončená po jeho smrti, stále stojí ve Westminsterském opatství. Je jí přisuzován basreliéfový profil admirála Richarda Howea ve sbírce newarského muzea.
Wrightová kromě sochy premiéra Williama Pitta vytvořila také sochu Lorda Lytteltona, Thomase Penna, syna Williama Penna a Charlese Jamese Foxe. Mezi její patrony patřili Benjamin Franklin, Deborah Sampson, anglický král a královna a William Pitt.

## Odkaz
Syn Patience Wrightové Joseph Wright (1756–1793) byl známý portrétista, který navrhl americký Liberty Cap Cent. Její dcera Phoebe se provdala za britského malíře Johna Hoppnera; jejich syn Henry Parkyns Hoppner se stal důstojníkem královského námořnictva a arktickým průzkumníkem.
Její domov na 100 Farnsworth Avenue v Bordentownu v New Jersey stále stojí.